# Harry Lawrence Freeman
Harry Lawrence Freeman, född 9 oktober 1869, död 24 mars 1954, var en amerikansk neoromantisk operakompositör, dirigent, impressario och lärare. Han var den första afroamerikanen som skrev en opera (Epthalia, 1891) som uppfördes med framgång. Freeman grundade "Freeman School of Music" och "Freeman School of Grand Opera", liksom flera kortlivade operasällskap som uppförde flera av hans egna verk. Under sin levnad var han känd som "den svarte Wagner."

## Biografi
Harry Lawrence Freeman föddes i Cleveland, Ohio, 1869 som barn till Lemuel Freeman och Agnes Silms-Freeman. Freeman lärde sig spela piano och blev assisterande kyrkoorganist vid 10 års ålder. Vid 18 års ålder fick han inspiration att börja komponera sin egen musik efter att ha bevistat en föreställning av Richard Wagners opera Tannhäuser.

### Tidiga karriären: Freeman Opera Company
Vid 22 års ålder grundade Freeman "Freeman Opera Company" i Denver, Colorado. Hans första opera Epthelia framfördes på "Deutsches Theater" i Denver 1891. Hans andra opera The Martyr hade premiär på samma teater den 16 augusti 1893. Den framfördes även av "Freeman Opera Company" och handlade om en egyptisk ädling som dödas efter att ha anammat Jehova som sin gud. "Freeman Opera Company" fortsatte med att sätta upp The Martyr i Chicago i oktober 1893 och i Cleveland 1894. Detta var den första opera i USA att sättas upp av en helt igenom svart ensemble. The Martyr listas av John Warthen Struble såsom "uppsatt i Denver, första kända opera av en afroamerikansk kompositör." Även om detta är inkorrekt då Epthelia sattes upp två år tidigare var Freeman onekligen en pionjär som klassisk kompositör i den afroamerikanska världen
1894 återvände Freeman till Cleveland och började sin formella musikundervisning för Johann Heinrich Beck, dirigent för Cleveland Symphony (en åtskild organisation inom Cleveland Orchestra, vilken grundades 1918). 1898 gifte sig Freeman med Charlotte (även käns om Carlotta) Loise Thomas, en kvinna från Charleston, South Carolina som också var sopran. Två år senare föddes sonen Valdo och samma år framförde Cleveland Orchestra utdrag från Freemans operor. Under det kommande decenniet levde familjen i Cleveland och Xenia i Ohio, där Freeman var musikansvarig vid Wilberforce University åren 1902 och 1903.

### Harlem: Negro Grand Opera Company
Omkring 1908 flyttade familjen Freeman till stadsdelen Harlem i New York. 1912 bad ragtimekompositören Scott Joplin, som då levde i New York, Freeman om hjälp med att revidera hans treaktsopera Treemonisha. Utgången av Freemans hjälp är okänt. 1920 öppnade han "Salem School of Music" på 133rd Street i Harlem, senare omdöpt till "Freeman School of Music". Vidare grundade han samma år "Negro Grand Opera Company", som skulle komma att sätta upp flera av hans verk. Freemans hustru Carlotta och sonen Valdo, en baryton, sjöng huvudrollerna i många av "Negro Grand Opera Company"s uppsättningar.
Förutom grand opera skrev Freeman scenmusik och arbetade som musikdirektör för vaudeville och musikteatersällskap i början av 1900-talet. Bland dessa återfanns Ernest Hogans "Musical Comedy Company", där Carlotta Freeman var primadonna; "Cole-Johnson African-American musical theater company" och "John Larkins Musical Comedy Company". Han var musikdirektör och skrev musik till Hogans uppsättning av Rufus Rastus, som hade premiär den 29 januari 1906 på "American Theatre". Han skrev musik till musikkomedin Captain Rufus, som hade premiär den 12 augusti 1907 på "Harlem Music Hall". Han var gästdirigent och O Sing a New Song at the Chicago World's Fair 1934.
Operan Voodoo (1928) är förmodligen Freemans mest kända verk. Den handlar om kulten med samma namn i Louisiana. Även om Freeman slutförde operan 1914 hade den inte premiär förrän fjorton år senare, den 10 september 1928 på Palm Garden i New York med en helt igenom svart ensemble. Den 20 maj 1928 sändes ett konsertant framförande av Voodoo live i radio, vilket Elise Kirk namnger som en av de tidigaste operorna av en amerikan att spelas i radio. Det var även den första opera av en afroamerikan att spelas på Broadway. Musiken kombinerar teman från spirituals, Sydstatsmelodier, jazz och traditionell italiensk opera.
Freeman mottog det prestigefyllda Harmon Foundation Award 1930 för tjänster inom musiken.
I New Yorks Steinway Hall ackompanjerade Freeman 1930 på piano utdrag från The Martyr, The Prophecy, The Octoroon, Plantation, Vendetta och Voodoo.

### Död och bortglömd
Freeman dog av hjärtbesvär i sitt hem på 214 West 127th Street, New York den 24 mars 1954. Hans hustru Carlotta dog tre månader senare. De sista decennierna av hans liv präglades av frustration då han kämpade för att få sina verk framförda. Nästan all hans musik var opublicerad vid hans död och inga inspelningar har släppts. 21 av hans operor, liksom många andra verk, finns bevarade i Freemans egna manuskript och förvaras på Columbia University.

## Inflytande
Även om många av Freemans verk var framgångsrika under hans levnad spelas de inte idag. Han var en förkämpe på många plan för en svart amerikan inom klassisk och populär musik. Medan Elise Kirk citerar flera operor komponerade av afroamerikaner tidigare under 1800-talet, så uppfördes ingen av dessa i sin helhet före Freemans Epithalia 1891. Freeman grundade och spelade viktiga roller för flera afroamerikanska operasällskap och andra konstorganisationer, inklusive "Pekin Stock Company" i Chicago, som var en av de första "moderna" teatrarna i USA som ägdes och sköttes av afroamerikaner. Freeman var nära vän till ragtimemusikern Scott Joplin och var bekant med många afroamerikanska musiker och artister förknippade med Harlemrenässansen.

## Verklista
Freeman komponerade åtminstone 23 operor. Många av dem, inklusive den massiva tetralogin Zululand som bestod av 2000 sidor partitursidor, uppfördes aldrig. Förutom att komponera musiken så skrev även Freeman sina egna libretton till nästan alla sina operor.
Freemans verk för scenen består av:
- Epthalia, opera (1891, Deutsches Theater, Denver)
- The Martyr, opera i två akter, libretto av kompositören (16 augusti 1893, Freeman Grand Opera Company, Deutsches Theater, Denver)
- Nada, opera i tre akter, libretto av kompositören (1898; ej uppförd)
- Zuluki (revidering av Nada) (scener uppförda av Cleveland Symphony 1900)
- An African Kraal, opera i en akt, libretto av kompositören (1903; studentuppsättning på Wilberforce University)
- The Octoroon, opera i fyra akter med prolog, libretto av kompositören (1904; ej uppförd)
- Valdo, opera i en akt med intermezzo, libretto av kompositören (maj 1906, Freeman Grand Opera Company, Weisgerber's Hall, Cleveland)
- Captain Rufus, musical comedy (12 augusti 1907, Harlem Music Hall, New York City)
- The Tryst, opera i en akt, libretto av kompositören (maj 1911; Freeman Operatic Duo, Crescent Theater, N.Y. Wampum: Carlotta Freeman; Lone Star: Hugo Williams)
- The Prophecy, opera i en akt, libretto av kompositören (1911; ej uppförd)
- The Plantation, opera i tre (eller fyra) akter, libretto av kompositören (1915; uppförd i Carnegie Hall 1930)
- Athalia, opera i tre akter med prolog, libretto av kompositören (1916; ej uppförd)
- Vendetta, opera i tre akter, libretto av kompositören (12 november 1923, Negro Grand Opera Company, Inc., Lafayette Theater, Harlem)
- American Romance, jazzopera (1927)
- Voodoo, opera i tre akter, libretto av kompositören (komponerad ca. 1914; premiär av Negro Grand Opera Company på New York radio station WGBS i maj 20, 1928, och den 10 september 1928 på Palm Garden på Broadway)
- Leah Kleschna. Libretto av kompositören efter pjäsen av C. M. S. McLellan (1931; ej uippförd)
- Allah, opera, baserad på H. Rider Haggards romaner (1947)
- The Zulu King, opera, baserad på H. Rider Haggards romaner (1934)
- The Slave, symfonisk dikt (1932)
- Uzziah (1931)
- Zululand, en operacykel i fyra verk baserad på H. Rider Haggards roman Nada, the Lily (1941-1944). Titlarna på de individuella operorna är Chaka, The Ghost-Wolves, The Stone-Witch och Umslopogaas and Nada. Ingen har uppförts.[3]

Freeman publicerade en del populära sånger, inklusive arrangemang av spirituals, och komponerade en del musik för konsertscenen:
- The Loves of Pompeii, sångcykel
- My Son, kantat
- The Slave, symfonisk dikt
- Salome, balett med kör[4]
- Coleville Coon Cadets, marschsång